# Ochojec (Katowice)
Ochojec (niem. Ochojetz) – część Katowic, położona w środkowym rejonie miasta, na terenie dzielnicy Piotrowice-Ochojec, nad Ślepiotką.
Jest to wielofunkcyjna miejscowość, a poza funkcją mieszkaniową ważne znaczenie ma jej funkcja medyczna, gdyż siedzibę ma tutaj Górnośląskie Centrum Medyczne im. prof. Leszka Gieca Śląskiego Uniwersytetu Medycznego w Katowicach. Główną osią komunikacyjną Ochojca jest ulica gen. Z. Waltera-Jankego. Historycznie zaś początki Ochojca jako wsi powstałej na gruntach zlikwidowanego folwarku sięgają XVIII wieku. Znaczny rozwój miejscowości nastąpił po II połowy XIX wieku. W dniu 1 kwietnia 1951 roku Ochojec został włączony w granicę Katowic, a od 1 stycznia 1992 roku tworzy wspólną dzielnicę z sąsiednimi Piotrowicami.

## Geografia

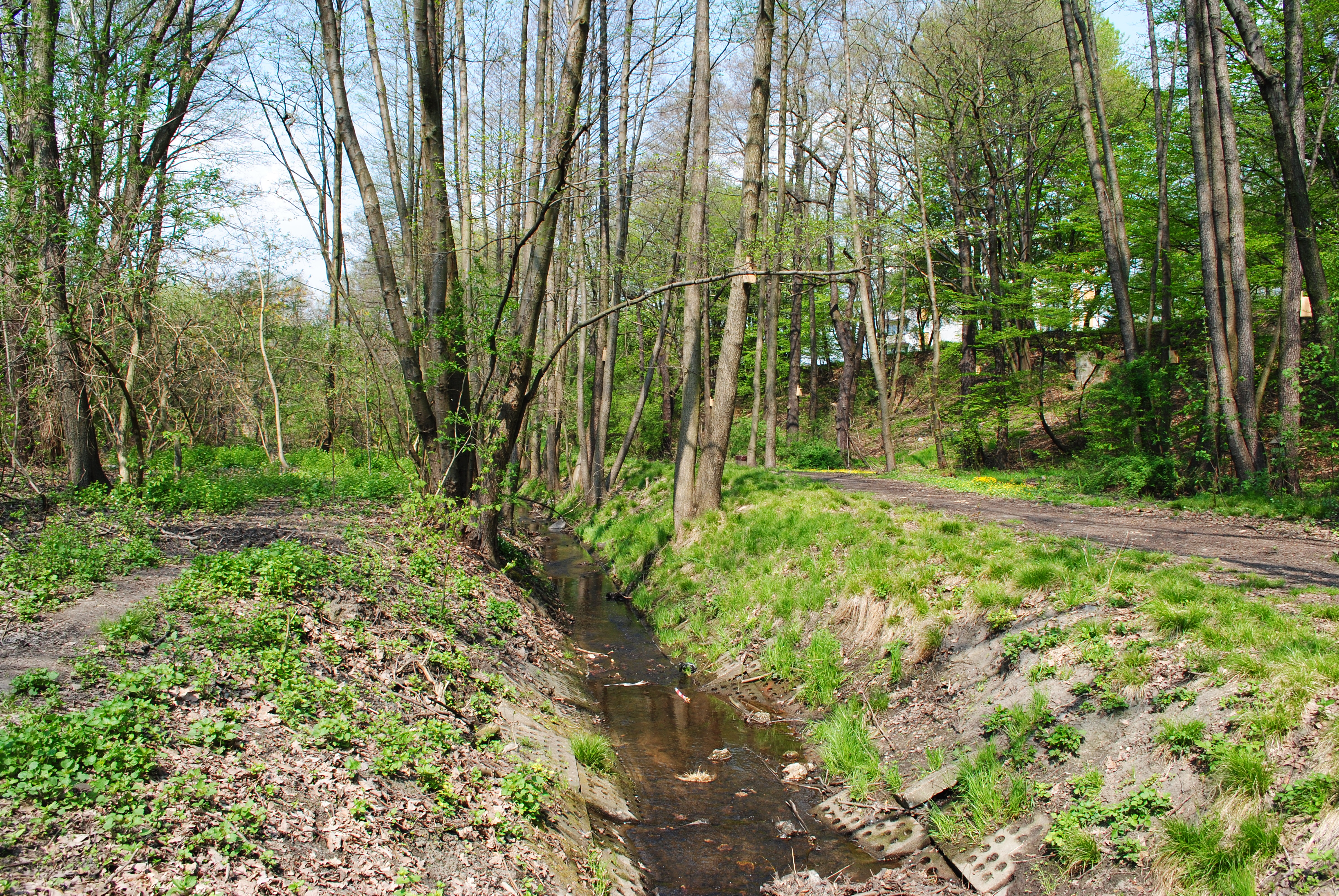
Ślepiotka na wysokości Ochojca

Ochojec położony jest w środkowym rejonie Katowic i stanowi północna część dzielnicy Piotrowice-Ochojec. W podziale na krainy fizycznogeograficzne część ta położona jest na Wyżynie Śląskiej, w mezoregionie Wyżyna Katowicka (341.13). Geologicznie tereny Ochojca są położone w niecce górnośląskiej. Obszar dzielnicy znajduje się na pograniczu Płaskowyżu Murcek zbudowanego z nieco bardziej odpornych utworów karbońskich i Rowu Kłodnicy, będącego obniżeniem tektonicznym wypełnionymi osadami mioceńskimi i czwartorzędowymi. Większą część terenu powierzchniowo budują piaski i żwiry glacjalne z głazami na glinie zwałowej
Ochojec położony jest w dorzeczu Odry, w zlewni Kłodnicy. Rzeka ta przez Ochojec płynie w kierunku północno-zachodnim, a przez miejscowość przepływa także jeden jej dopływów – Ślepiotka i na środkowym biegu przekracza zurbanizowaną część Ochojca. Klimat Ochojca nie wyróżnia się zbytnio od klimatu dla całych Katowic. Występuje tu klimat umiarkowany przejściowy. Średnia roczna temperatura w wieloleciu 1961–2005 dla stacji w pobliskim Muchowcu wynosi 8,1 °C, a średnia roczna suma opadów dla wielolecia 1951–2005 wynosiła 713,8 mm.
W rejonie Ochojca znajduje się rezerwat przyrody „Ochojec”. Powołano go dla ochrony ostoi roślin górskich o reliktowym charakterze na Górnym Śląsku, w szczególności dla ochrony liczydła górskiego. Rezerwat obejmuje fragment rozległego kompleksu lasów i położony jest w dolinie Ślepiotki. Spośród drzew najczęstszym występującym w rezerwacie gatunkiem jest olsza czarna. Sama Ślepiotka na wielu odcinkach zachowała walory naturalne, a skarpy i brzegi są miejscem bytowania wielu rzadkich i chronionych gatunków roślin i zwierząt. Ponadto w strukturze przyrodniczej Ochojca znaczącą rolę odgrywa zieleń urządzona w formie nasadzeń przyulicznych, zieleni podwórek, placów i skwerów. Wzdłuż części Ślepiotki w rejonie ulic gen. Z. Waltera-Jankego i B. Prusa został ustanowiony skwer ks. Waldemara Dekiela.

## Historia

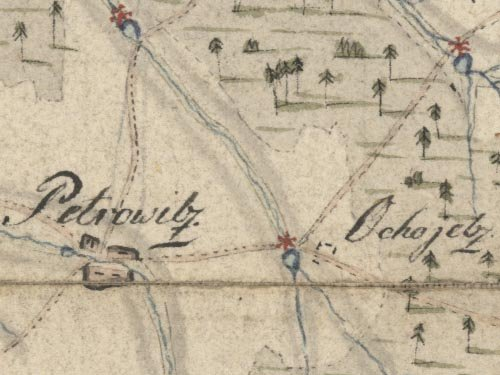
Piotrowice i Ochojec na mapie wydanej na początku XIX wieku

Początki Ochojca jako wsi w księstwie pszczyńskim sięgają końca XVIII wieku. Powstał on na gruntach zlikwidowanego w tym samym okresie folwarku, na których książę pszczyński osiedlił trzech siodłaków, a jeden z nich nazywał się Gierlotka i od jego nazwiska okolicę przez długi czas nazywano Gierlotkowizną. Wcześniej, po od połowy XV wieku grunty późniejszej wsi należały do kolejnych wolnych sołtysów Piotrowic. W 1640 roku doszło do ugody pomiędzy sołtysem Janem Wieczorkiem a baronem Zygfrydem Promnitzem o zamianę gruntów. Na terenach należących poprzednio do sołtysa powstał folwark zwany Ochojcem.
Przez Ochojec prowadziła droga z Mysłowic do Mikołowa zwana Furmańcem. Została ona przedstawiona na mapie Johanna Wolfganda Wielanda zamieszczonej w atlasie wydanym w 1752 roku. Na początku XIX wieku przez Ochojec poprowadzono nową drogę łączącą Murcki przez Zadole i Ligotę do Katowic. W dniu 1 grudnia 1852 roku oddano do użytku linię kolejową łączącą Murcki z Katowicami przez Ochojec, co dla miejscowości stworzyło duże możliwości rozwoju. W 1880 roku w Ochojcu mieszkało około 100 osób, większość z nich na ziemiach obszaru dworskiego Piotrowice, z których w 1900 roku większość zatrudniona była jako służba leśna. Własną szkołę po wielu staraniach Ochojec zyskał w 1910 roku, a naukę w nowej placówce rozpoczęło 158 dzieci. 

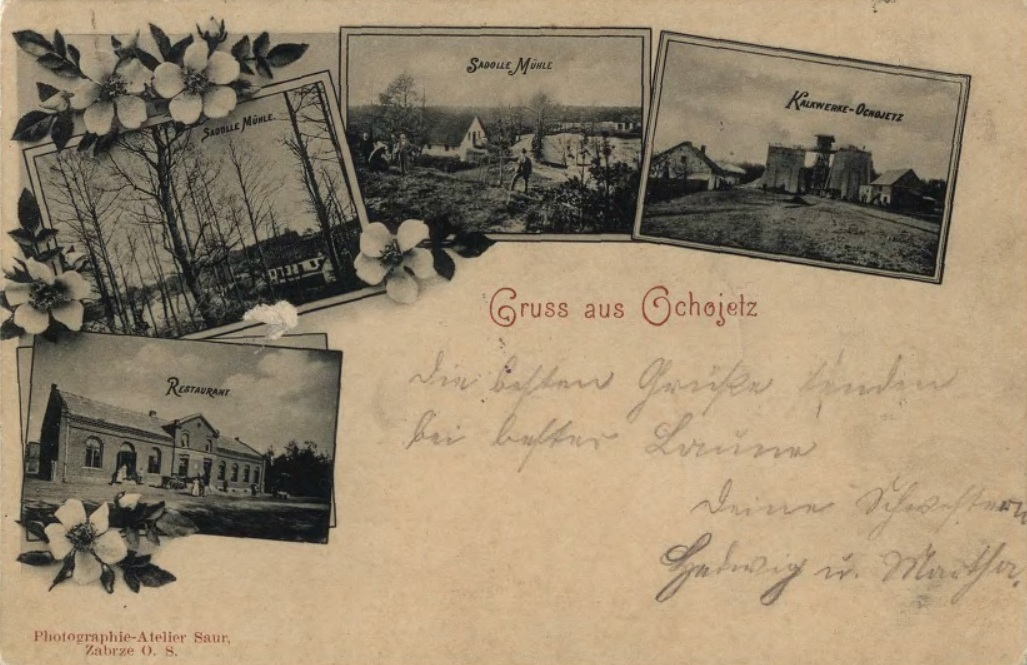
Widokówka wydana około 1899 roku prezentująca kilka miejsc z Ochojca: młyn wodny, wapiennik Towarzystwa Akcyjnego Altsmanna i restaurację (obecny budynek przy ulicy gen. Z. Waltera-Jankego 59)

Ochojec przed I wojną światową był częścią obszaru dworskiego Piotrowice i nigdy nie był samodzielny administracyjnie. W latach 1919–1921 mieszkańcy miejscowości aktywnie działali w trakcie trzech śląskich powstaniach. W czasie I powstania śląskiego Ochojec został zdobyty przez miejscowy oddział Polskiej Organizacji Wojskowej pod dowództwem Jana Żychonia, po czym oddział ten zdobył stację kolejową w Ligocie i brał udział w walkach w Bogucicach i Dąbrówce Małej. W 1921 roku 89% mieszkańców gminy Piotrowice (w tym mieszkańcy Ochojca) zagłosowało w trakcie plebiscytu za przyłączeniem Górnego Śląska do Polski. W 1922 roku tereny Ochojca znalazły się w granicach Polski.
W latach międzywojennych znacząco wzrosła liczba mieszkańców osady – 1938 roku mieszkały tutaj 5 102 osoby. Rozwijały się liczne organizacje polityczne i kulturalne, w tym gniazdo „Sokoła” czy chór „Słowik”. Na początku II wojny światowej, po zajęciu Ochojca przez Niemcy jedną z pierwszych ofiar był Emil Wilczek, który 3 września 1939 roku został rozstrzelany – tablica jemu poświęcona została w późniejszym czasie odsłonięta przy ulicy St. Worcella 3. W czasach niemieckiej okupacji na terenie Fabryki Kotłów Parowych znajdował się obóz pracy, w którym przebywali Francuzi. 
Do 1951 roku Ochojec był częścią gminy Piotrowice, która to została włączona 1 kwietnia w granice Katowic. Do lat 50. XX wieku miejscowość ta zachowała wiejski charakter, chociaż jego mieszkańcy byli w większości zatrudnieni w okolicznych zakładach przemysłowych. W czasach Polski Ludowej powstało w Ochojcu wiele własnościowych domów jednorodzinnych, a także budynki stawiała Spółdzielnia Mieszkaniowa „Południe”. Pod koniec 1977 roku w Ochojcu otwarto przy ulicy Ziołowej Centralny Szpital Górniczy, a w 1982 roku ustanowiono rezerwat przyrody „Ochojec”.
W dniu 1 stycznia 1992 roku podzielono Katowice na 22 pomocnicze jednostki samorządowe, a Ochojec włączono w granicę jednostki samorządowej nr 19 „Ochojec – Piotrowice”.

## Gospodarka

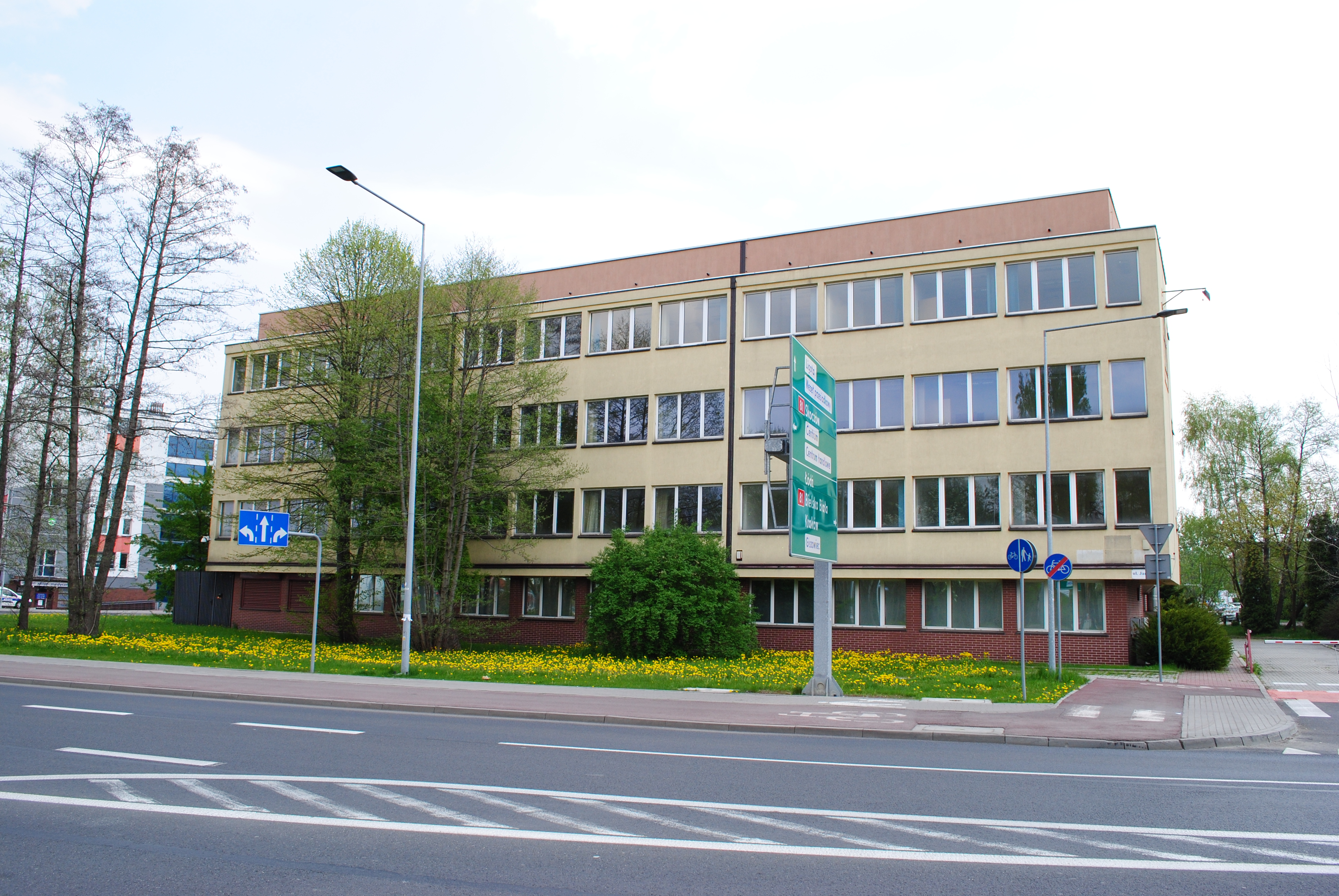
Budynek biurowy przy ulicy gen. Z Waltera-Jankego w Ochojcu

Ochojec ma charakter wielofunkcyjny. Poza funkcją mieszkaniową działają tutaj przedsiębiorstwa i instytucje związane m.in. z usługami, handlem i przemysłem. Firmy z branży przemysłowo-budowalnej koncentrują się w rejonie ulic Kolejowej i Fabrycznej. Siedzibę ma tam m.in. przedsiębiorstwo budujące sygnalizację świetlną Synchrogop czy przedsiębiorstwo z branży metalowej Gwarnt. W Ochojcu siedzibę mają także instytucje o zasięgu ponadlokalnym, w tym Zarząd Dróg Wojewódzkich w Katowicach (ul. Lechicka 24). Lokalny ośrodek usługowy Ochojca ciągnie się wzdłuż ulicy gen. Z Waltera-Jankego od ulicy Odrodzenia do ulicy B. Prusa, oraz w rejonie ulicy B. Prusa.
Ochojec do lat 50. XX wieku zachował wiejski charakter, chociaż jego mieszkańcy byli w większości zatrudnieni w okolicznych zakładach przemysłowych. Oddanie do użytku w 1852 roku linii kolejowej biegnącej przez Ochojec stworzyło duże możliwości rozwoju osady. W 1855 roku Towarzystwo Akcyjne Altsmanna postawiło na pograniczu Ligoty, Brynowa i Ochojca trzy duże wapienniki systemu Rumfolda, które działały do 1907 roku. Ostatnim właścicielem wapienników był Luis Kuntze
W 1905 roku w Ochojcu działalność rozpoczęły tartak oraz cegielnia. W 1924 roku Paweł Ruda założył Śląską Wytwórnię Części do Kotłów Parowych, w której w 1929 roku uruchomiono odlewnię żelaza. Została ona znacjonalizowana w 1950 roku, otrzymując nazwę Zakłady Budowy Urządzeń Kotłowych. W dniu 30 stycznia 2004 roku zakład został wykreślony z rejestru przedsiębiorców.

## Transport

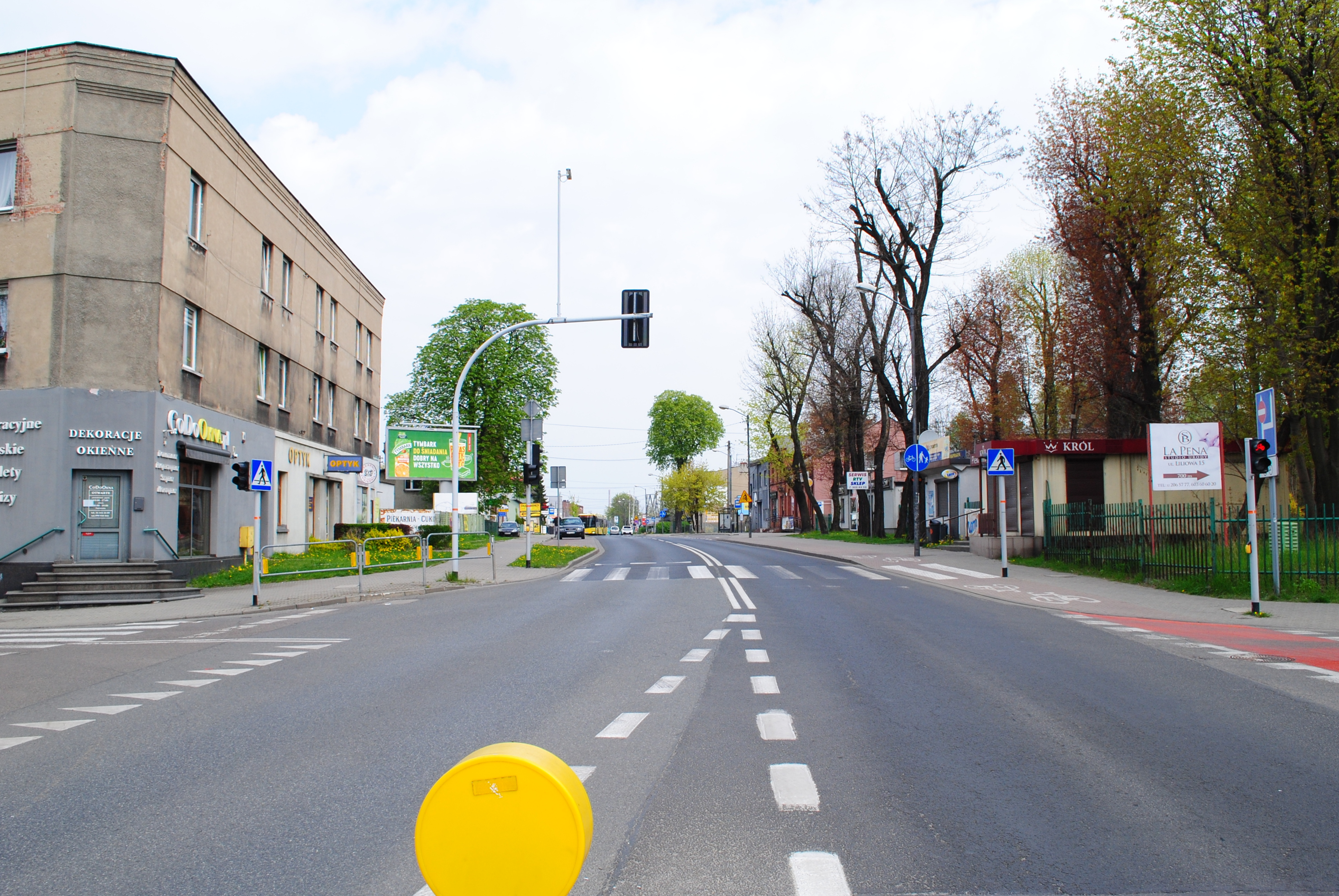
Ulica gen. Z. Waltera-Jankego na wysokości skrzyżowania z ulicą B. Prusa w centrum Ochojca

Najważniejszą drogą w Ochojcu jest ulica gen. Zygmunta Waltera-Jankego o łącznej długości wynoszącej ponad 4 km. Od północy krzyżuje się z ulicą Kolejową i z tego miejsca biegnie na południe przez Ochojec, a na wysokości Ślepiotki zmienia kierunek na południowo-zachodni, skąd kieruje się do Piotrowic. Jest to droga powiatowa klasy drogi zbiorczej (Z). Na tej ulicy oparty jest cały układ drogowy Ochojca, co prowadzi m.in. do przeciążenia tej drogi w godzinach szczytu. Do innych ważniejszych dróg w Ochojcu należą m.in:
- Ulica Bolesława Prusa – ulica w Ochojcu, biegnąca równoleżnikowo, krzyżująca się w środkowym odcinku prostopadle z ulicą gen. Z. Waltera-Jankego[2]; jest to droga gminna klasy drogi lokalnej (L)[37],
- Ulica Ziołowa – ulica w Ochojcu, która biegnie od skrzyżowania z ulicą gen. Z. Waltera-Jankego do kompleksu ochojeckiego szpitala; łączy się też z ulicą Cegielnia Murcki, która prowadzi do Murcek[2]; jest to droga powiatowa klasy drogi zbiorczej (Z)[37],

W dniu 1 grudnia 1852 roku oddano do użytku bocznicę kolejową prowadzącą z Katowic przez Ligotę i Ochojec do Murcek. Na niej w 1932 roku został oddany do użytku kolejowy przystanek osobowy – późniejszy przystanek Katowice Ochojec. Został on zamknięty w 1995 roku wraz z likwidacją nierentownych połączeń pasażerskich.
Publiczny transport zbiorowy w rejonie Ochojca realizowany jest wyłącznie w formie połączeń autobusowych organizowanych przez Zarząd Transportu Metropolitalnego (ZTM). Autobusy według stanu z połowy 2023 roku kursują głównymi ulicami dzielnicy, łącząc poszczególne jej części z innymi dzielnicami Katowic i miastami Górnośląsko-Zagłębiowskiej Metropolii. W tym czasie z przystanku Ochojec Sadowa odjeżdżało 9 linii autobusowych (w tym jedna nocna). Regularny ruch autobusów na trasie Katowice – Ochojec – Piotrowice – Kostuchna został zainaugurowany 16 grudnia 1938 roku przez Śląskie Linie Autobusowe.

## Architektura i urbanistyka

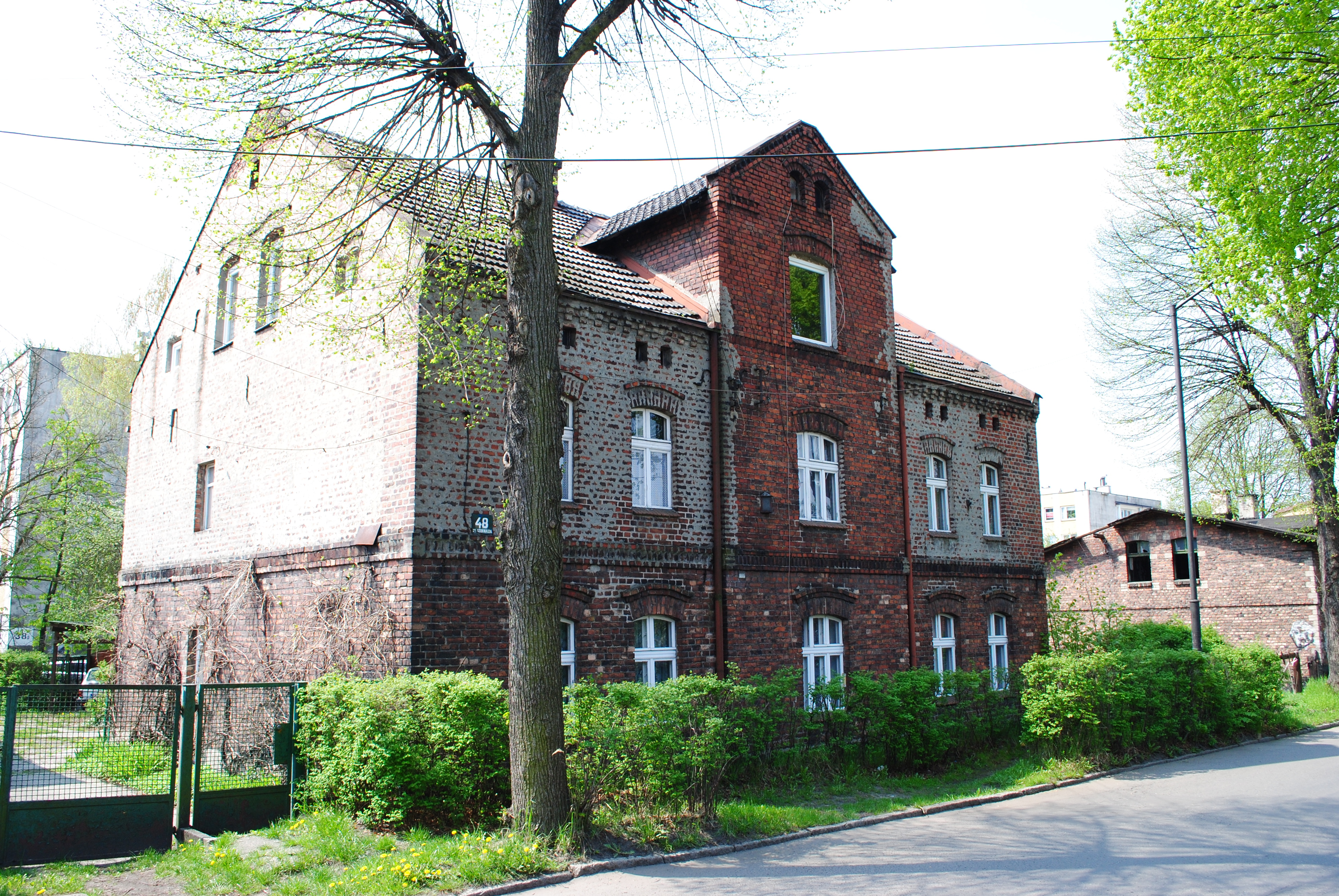
Jedne z przedwojennych budynków w Ochojcu (ul. B. Prusa 48)

Ochojec składa się z budynków o różnej intensywności zabudowy i powstałych w różnych okresach historycznych. Budynki jednorodzinne, w tym wille, zlokalizowane są w pasach ulic: gen. Z. Waltera-Jankego, B. Prusa, Odrodzenia i Marmurowej. Część ta stanowi wraz z Piotrowicami zwarty kompleks charakteryzujący się zbliżonym poziomem i sposobem zainwestowania, co jest wynikiem wspólnego rodowodu historycznego.
Historycznie, w I połowie XIX wieku w rejonie mostu na Ślepiotce znajdował młyn istniejący już w 1736 roku. Za rzeką, w kierunku północno-wschodnim położony był Ochojec z domami jednorodzinnymi otoczony przez gęste lasy. Na mapie z 1914 roku zaznaczona była już zabudowa Ochojca w rejonie skrzyżowania ulicy gen. Z. Waltera-Jankego z ulicą B. Prusa. Tam też się koncentruje najwięcej istniejących budynków powstałych do 1922 roku. W latach międzywojennych znacznie wzrosła liczba budynków w Ochojcu – z 125 domów w 1928 roku do 560 w 1938 roku. W czasach Polski Ludowej nastąpił proces asymilacji zabudowy Piotrowic i Ochojca, a po 1989 roku w dalszym ciągu trwał proces dogęszczania zabudowy osady.
Jednym z ważniejszych budynków w Ochojcu jest rzymskokatolicki kościół św. Jacka. Został on w latach 1972–1975 rozbudowany według projektu Kazimierza Sołtykowskiego i Mieczysława Króla. Wzbogacono go o witraże autorstwa Lidii Kwiatkowskiej i rzeźby autorstwa Jerzego Kwiatkowskiego.

## Kultura
W sąsiednich Piotrowicach przy ulicy gen. Z. Waltera-Jankego 136 funkcjonuje placówka miejskiego domu kultury – Filia „Piotrowice” Miejskiego Domu Kultury „Południe” w Katowicach. W domu tym organizowane są wszelkiego rodzaju działalności dla dzieci, młodzieży i dorosłych, w tym: taneczne, plastyczne, akrobatyki, nauki gier na instrumentach czy wszelkiego rodzaju warsztaty. 
Historycznie zaś w Ochojcu 19 stycznia 1919 roku z inicjatywy Augustyna Ostarka i Antoniego Matysioka powołano 63-osobowy chór „Słowik”, który działał do 1968 roku. Czynne było w Ochojcu także kino.

## Oświata

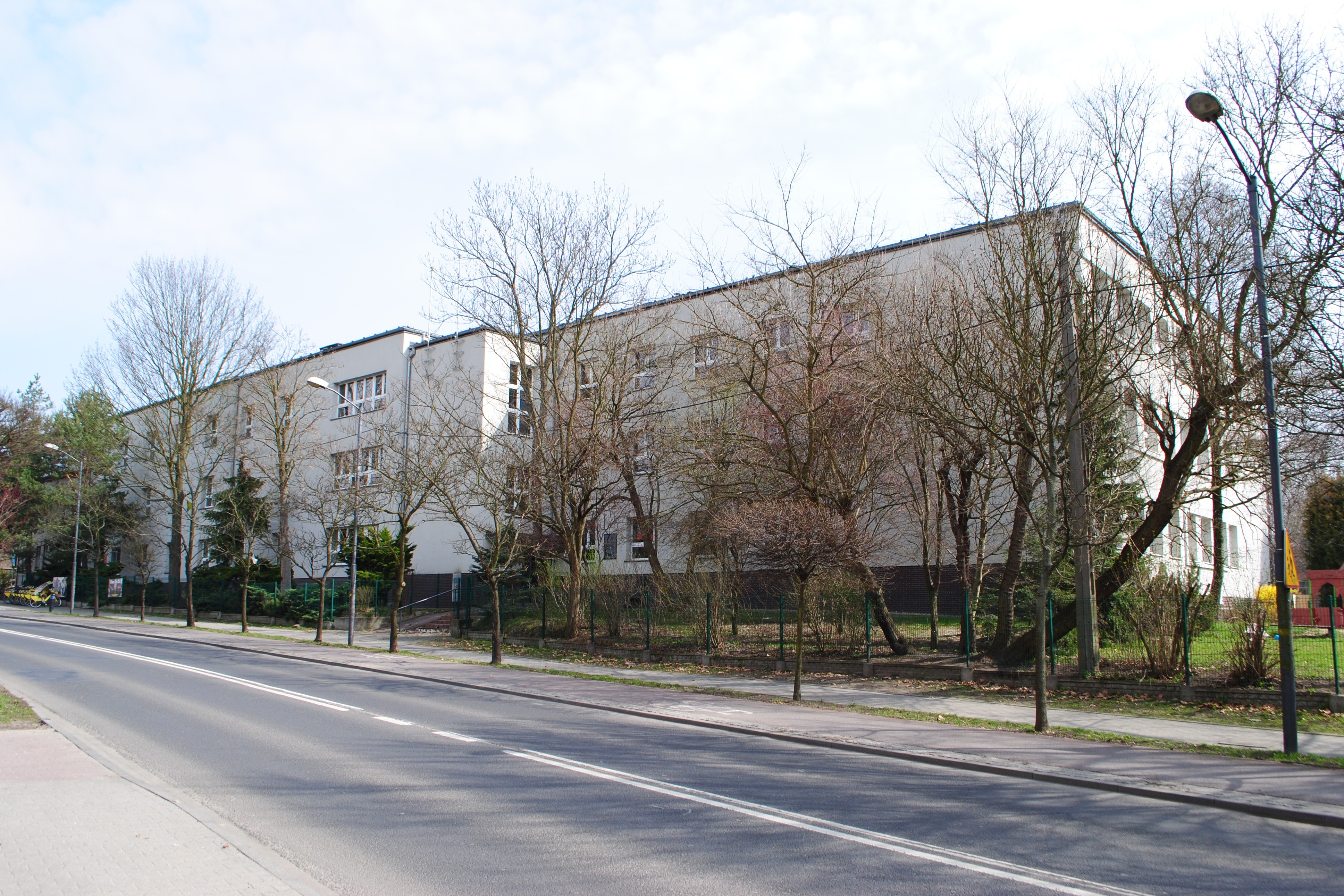
Gmach V LO im. W. Broniewskiego

Przed powstaniem pierwszej placówki oświatowej na terenie Ochojca dzieci z tych rejonów uczęszczały do Piotrowic, a pierwsza szkoła w Ochojcu została oddana do użytku 10 sierpnia 1910 roku. Była to początkowo szkoła czteroklasowa, a kierownikiem placówki została nauczycielka Widera, a pierwszym powojennym kierownikiem Franciszek Parcer. W latach 1948–1950 budynek szkoły został rozbudowany. W 1954 roku Szkołę Podstawową w Ochojcu przekształcono w rozwojową Szkołę Ogólnokształcącą Stopnia Podstawowego i Licealnego nr 8. Uczęszczała do niej młodzież Ochojca, Piotrowic, Brynowa, a także z innych części Katowic. Szkole tej 21 marca 1962 roku nadano imię Władysława Broniewskiego. 
Dnia 1 września 1962 roku zainaugurowano działalność Szkoły Podstawowej nr 56 przy ulicy Spółdzielczości 21. Była to jedna z tzw. „Tysiąclatek”. 
Według stanu z połowy 2023 roku na terenie Ochojca swoją siedzibę miał spośród szkół podstawowych i ponadpodstawowych jedynie Zespół Szkół Ogólnokształcących nr 2 w Katowicach (ul. Spółdzielczości 21), na który składa sią następujące placówki: Szkoła Podstawowa nr 56 im. Henryka Sławika w Katowicach (ul. Spółdzielczości 21) oraz V Liceum Ogólnokształcące im. Władysława Broniewskiego w Katowicach (ul. gen. Z. Waltera-Jankego 65).

## Ochrona zdrowia
O Ochojcu przy ulicy Ziołowej 45/47 siedzibę ma Górnośląskie Centrum Medyczne im. prof. Leszka Gieca Śląskiego Uniwersytetu Medycznego w Katowicach. Szpital ten jest publicznym zakładem opieki zdrowotnej, a organem tworzącym szpital jest Śląski Uniwersytet Medyczny w Katowicach. Ochojecki szpital umożliwia pełny zakres leczenia serca i zapewnia ok. 30% wszystkich usług kardiologicznych świadczonych w kraju.
Szpital w Katowicach-Ochojcu został oficjalnie otwarty w 1977 roku. Rok później obok niego z inicjatywy prof. Leszka Gieca rozpoczęto budowę Śląskiego Ośrodka Kardiologii, oficjalnie oddanego do użytku w lutym 1986 roku. W 1988 roku pod nadzorem prof. Zbigniewa Religi rozpoczęła pracę Klinika Kardiochirurgii, a w następnych latach II Klinika Kardiochirurgii. Na ich czele stanęli Andrzej Bochenek i Stanisław Woś. W 2000 roku obie placówki zaczęły funkcjonować jako całość pod nazwą Samodzielny Publiczny Szpital Kliniczny nr 7, składający się z dwóch części: Specjalistycznego Szpitala Wieloprofilowego i Górnośląskiego Ośrodka Kardiologii.
W Ochojcu przy ulicy Fabrycznej 13d znajduje się także Centrum Medyczne Angelius Provita. Ośrodek mieści 26 poradni specjalistycznych, w tym Poradnię Leczenia Niepłodności, Poradnię Patologii Ciąży czy Poradnię Dermatologiczną ESTEklinika. 

## Religia

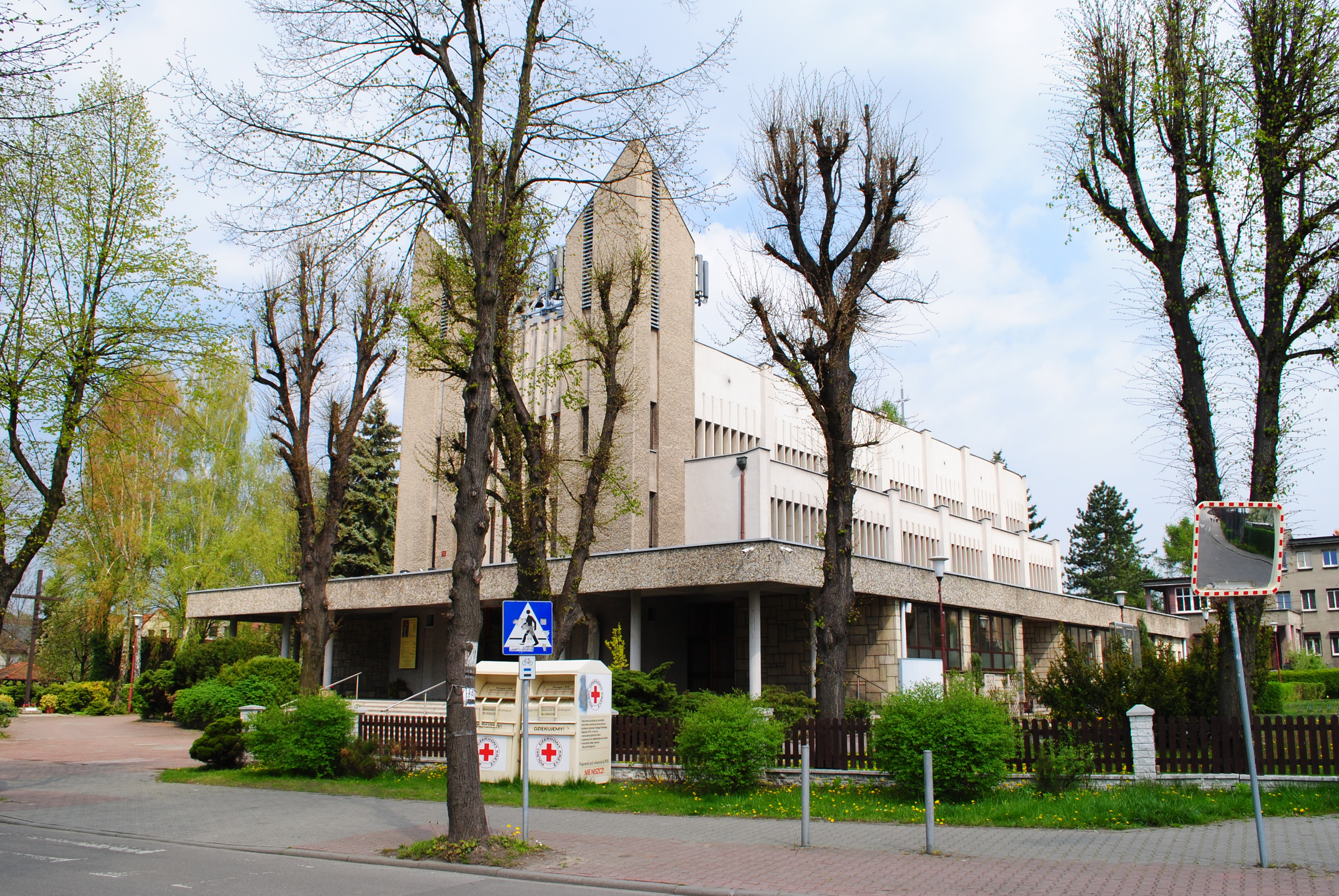
Kościół św. Jacka w Ochojcu

W Ochojcu przy ulicy Leśnej 14 siedzibę ma rzymskokatolicka parafia św. Jacka w Ochojcu. Przynależy ona do dekanatu Katowice-Panewniki w archidiecezji katowickiej.
Pierwotnie rzymskokatoliccy mieszkańcy Ochojca przynależeli do parafii św. Wojciecha w Mikołowie. Od stycznia 1914 roku duszpasterstwo nad wiernymi z Ochojca przejęli ojcowie franciszkanie z Panewnik. W dniu 1 maja 1931 roku w Piotrowicach ustanowiono kurację, a 1 listopada 1936 roku parafię Najświętszego Serca Pana Jezusa. Z niej wydzielono osobną parafię dla Ochojca – św. Jacka. Tymczasowy kościół św. Jacka został poświęcony 2 sierpnia 1936 roku przez ks. infułata Wilhelma Kasperlika. Nowy kościół został poświęcony 23 czerwca 1940 roku przez księdza kanonika Karola Wilka z Mikołowa. Parafia została erygowana 15 marca 1958 roku. Wiosną 1972 roku rozpoczęto prace nad rozbudową kościoła, a jego poświęcenia dokoła biskup katowicki Herbert Bednorz 15 czerwca 1975 roku.
W Ochojcu miał swój filiał także katowicki zbór metodystów.

## Sport i rekreacja
Funkcje rekreacyjne Ochojca zapewniają przede wszystkim położone od strony wschodniej Lasy Murckowskie, w tym szczególnie cenny przyrodniczo rezerwat przyrody „Ochojec”. Przez Ochojec przebiegają trzy szlaki rowerowe: nr 1 Śródmieście Katowic – rezerwat przyrody „Ochojec” – Tychy, nr 3 Giszowiec – Ochojec – Stare Panewniki i nr 101 Ochojec – Giszowiec – Lędziny. Biegną tu też piesze szlaki: czarny Szlak Ochojski, prowadzący z Ochojca do Lędzin przez rezerwat „Ochojec” oraz zielony Szlak Dwudziestopięciolecia PTTK, będący szlakiem okrężnym ze Stadionu Śląskiego przez m.in. Czleladź, Dąbrowę Górniczą i Mysłowice.
W Ochojcu przy ulicy B. Prusa siedzibę ma Klub Sportowy Bumeikan, w którym trenowane jest Yoshinkan Aikido. Sekcja w Ochojcu działa od 2011 roku.
Historycznie zaś pierwszą organizacją sportową w Ochojcu był klub „Iskar” Ochojec, w którym prowadzono sekcję piłki nożnej. Bazę i większość kadry przekazał on Oddziałowi Młodzieży Powstańczej w Ochojcu. W 1949 roku przy Zakładach Budowy Urządzeń Kotłowych w Ochojcu działał klub sportowy „Stal”. W 2007 roku na terenie Ochojca nie działał żaden klub bądź towarzystwo sportowe. 